# Asyl in Not

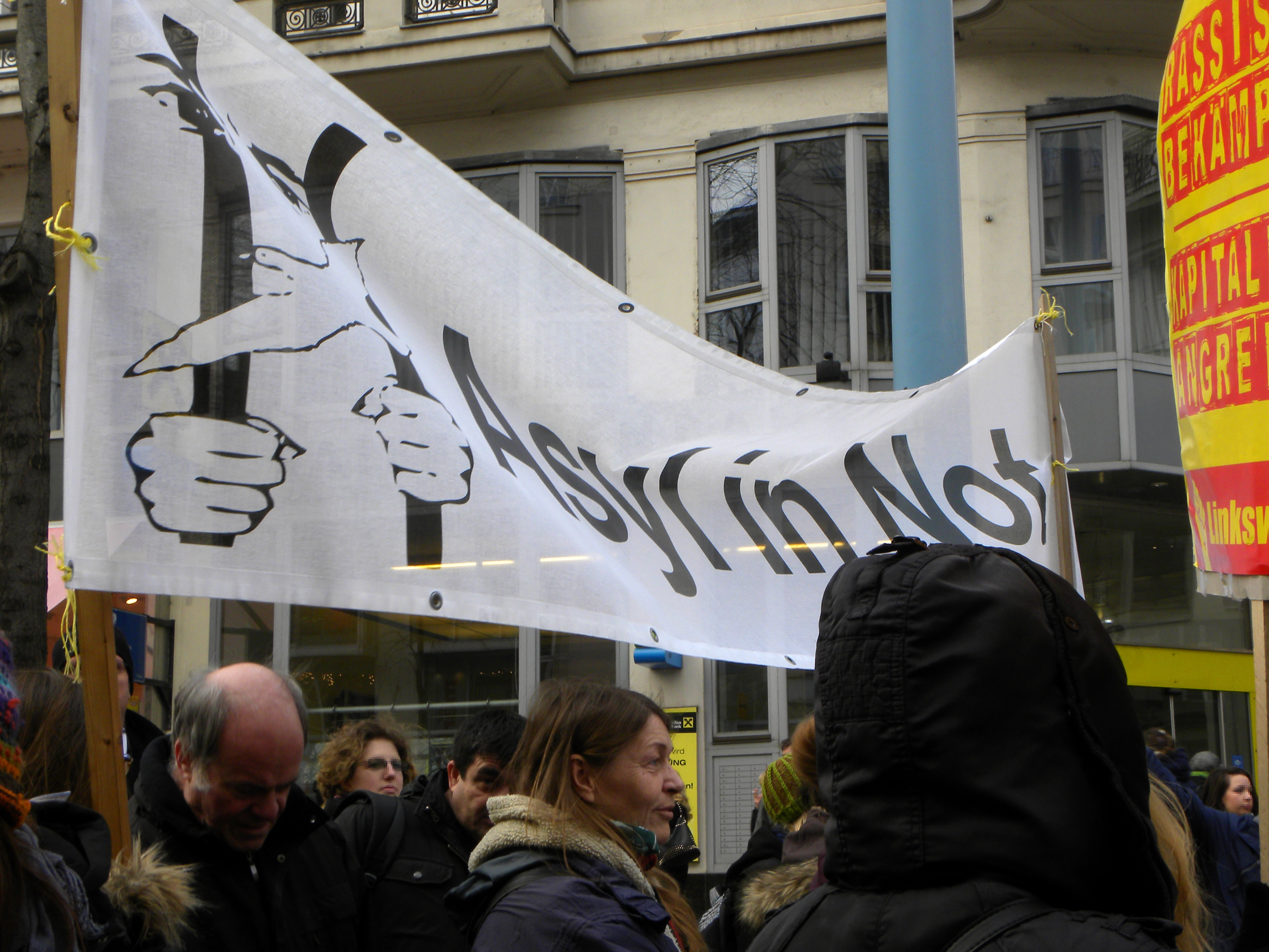
„Gleiche Rechte für alle“, Refugee-Solidaritätsdemonstration am 16. Februar 2013 in Wien

Asyl in Not – Unterstützungskomitee für politisch verfolgte Ausländer und AusländerInnen mit Sitz in Wien ist ein österreichischer Verein, der sich für die Rechte von Flüchtlingen einsetzt. Er ist eine gemeinnützige, überparteiliche NGO im Bereich der Flüchtlingshilfe. Obmann war 2004 bis 2021 Michael Genner, im Jahr 2021 wurde die bisherige Geschäftsführerin Kübra Atasoy zur Vorsitzenden gewählt.

## Gründung und Ziele
Die Organisation wurde 1985 als „Unterstützungskomitee für politisch verfolgte Ausländer“ von Österreichern und iranischen Flüchtlingen gegründet und betreute zunächst Flüchtlinge aus dem Iran. Später wandelte sie sich zu einer Beratungsstelle für Flüchtlinge aus allen Herkunftsländern. Im Jahr 1993 gliederte sie sich in drei Organisationen auf, um eine umfassende Betreuungsstruktur von der Aufnahme bis zur sozialen Integration von Flüchtlingen zu gewährleisten. Zu den Mitbegründern zählt Willi Resetarits, der auch wesentlichen Anteil an der Gründung von SOS Mitmensch und des Integrationshauses Wien hatte. Asyl in Not ist Mitglied der asylkoordination Österreich. Das Leitbild des Vereins ist nach eigener Darstellung:
- Wir verfechten das Recht auf Asyl.
- Wir wenden uns gegen eine Festung Europa.
- Wir kämpfen für Freiheit und Demokratie.

Der Verein versteht sich als politische Bewegung. Die konkrete Arbeit bezieht sich auf Rechtsberatung im Asylverfahren sowie arbeits- und sozialrechtliche Beratung. Die Rechtsberatungen – nach Bedarf auch auf Englisch, Französisch, Russisch, Tschetschenisch, Arabisch – sowie die Betreuung sind unentgeltlich. Des Weiteren möchte Asyl in Not ein Bewusstsein für die Hilfsbedürftigkeit und Not der Flüchtlinge schaffen.

## Tätigkeit
Das Büro befand sich die längste Zeit über im Wiener WUK in der Währinger Straße. Allerdings musste dieses im Frühjahr 2023 aufgrund einer Generalsanierung geräumt werden. Die Organisation ist mit anderen NGOs vernetzt, darunter das Flüchtlingsprojekt von Ute Bock, das Integrationshaus Wien und die Plattform Jetzt Zeichen setzen!. Sie veranstaltet Demonstrationen, gibt Presseaussendungen heraus und beteiligt sich an einer Reihe von Initiativen der Zivilgesellschaft. Trotz ihrer kämpferischen Haltung wurde Asyl in Not im Laufe der Zeit auch von den Behörden anerkannt und ist beispielsweise an der Bestellung des Menschenrechtsbeirats beteiligt.
Über die Arbeit von Asyl in Not wird regelmäßig in den Medien berichtet. Im Oktober 2014 stellte das Magazin NEWS im Beitrag „Die wichtigsten Fragen zur aktuellen Flüchtlingsdebatte“ die Positionen von Innenministerium und Asyl in Not gegenüber. Im Mai 2010 strahlte der ORF mehrfach einen TV-Spot für das Projekt aus, welcher von Regisseur Roland Zumbühl gestaltet wurde. Zunehmend besteht auch internationale Vernetzung, zum Beispiel mit dem Dublin Transnational Project.
Der Schwerpunkt der Tätigkeit des Vereins liegt in Ostösterreich, wo sich mit der Bundesbetreuungsstelle Ost in Traiskirchen auch das größte Aufnahmelager Österreichs befindet. Eine enge Kooperation besteht jedoch auch mit Tiroler Flüchtlingsinitiativen, wie der Plattform Bleiberecht und früher mit der ARGE Schubhaft Innsbruck, deren Vertrag mit dem Bundesministerium für Inneres im Jahr 2005 nicht verlängert wurde.
Für das Jahr 2014 listet Asyl in Not folgende Bilanz auf: „90 Personen haben Asyl bekommen, 36 Personen subsidiären Schutz, 15 Rückkehrentscheidungen wurden auf Dauer für unzulässig erklärt, sodaß die Betroffenen Aufenthaltstitel bekamen. 141 Menschen erhielten somit dank unserem rechtlichen Beistand in Österreich Schutz und Aufenthaltsrecht.“ Asyl um Not kümmert sich nicht nur um politische Flüchtlinge, sondern auch um Personen, die aus verschiedenen Gründen in ihrem Heimatland diskriminiert und verfolgt werden, wie beispielsweise um TransGender-Personen.

### Kampagnen
Im Jahr 2015 startete Asyl in Not die Kampagne Refugees Welcome! und gehört auch seit der Gründung am 28. August 2015 der Plattform für menschliche Asylpolitik an. Am 19. Juli 2015 forderte eine vom Verein organisierte Demonstration am Wiener Minoritenplatz den sofortigen Rücktritt der österreichischen Innenministerin Johanna Mikl-Leitner (ÖVP) wegen der Rückschiebung derart schwer traumatisierter Flüchtlinge, was – laut ORF – dazu führte, dass die Crew der Fluglinie Austrian den Transport verweigerte. Für Aufregung hatte auch gesorgt, dass das Innenministerium angekündigt hatte, keine Asylanträge mehr zu bearbeiten.
Im Zuge des Kriegs um Bergkarabach 2020 forderte der Verein die österreichische Bundesregierung auf, humanitäre Hilfe zu leisten sowie die Aufnahme von Flüchtlingen zu gewähren.

### Finanzierung
Der Verein finanziert sich aus Mitgliedsbeiträgen und Spenden. Seit 1996 veranstaltet Asyl in Not jährlich  Kunstauktionen für politische Flüchtlinge unter dem Titel „Kunstasyl“. Künstler wie Alfred Hrdlicka, Hermann Nitsch, Ulrich Seidl, Thomas Draschan, Gunter Damisch, Ona B., Paul Flora, Adolf Frohner, Arnulf Rainer und andere spendeten Werke. Der Reinerlös geht an Asyl in Not.

## Auszeichnungen
- 1991: Bruno Kreisky Preis für Verdienste um die Menschenrechte[19]

## Kontroversen
Äußerungen von Michael Genner auf der Vereinswebsite hatten für ihn in zwei Fällen juristische Auseinandersetzungen zur Folge. 